# Anabolia sordida
Anabolia sordida là một loài Trichoptera trong họ Limnephilidae. Chúng phân bố ở miền Tân bắc.